# Các quốc gia hậu Xô viết

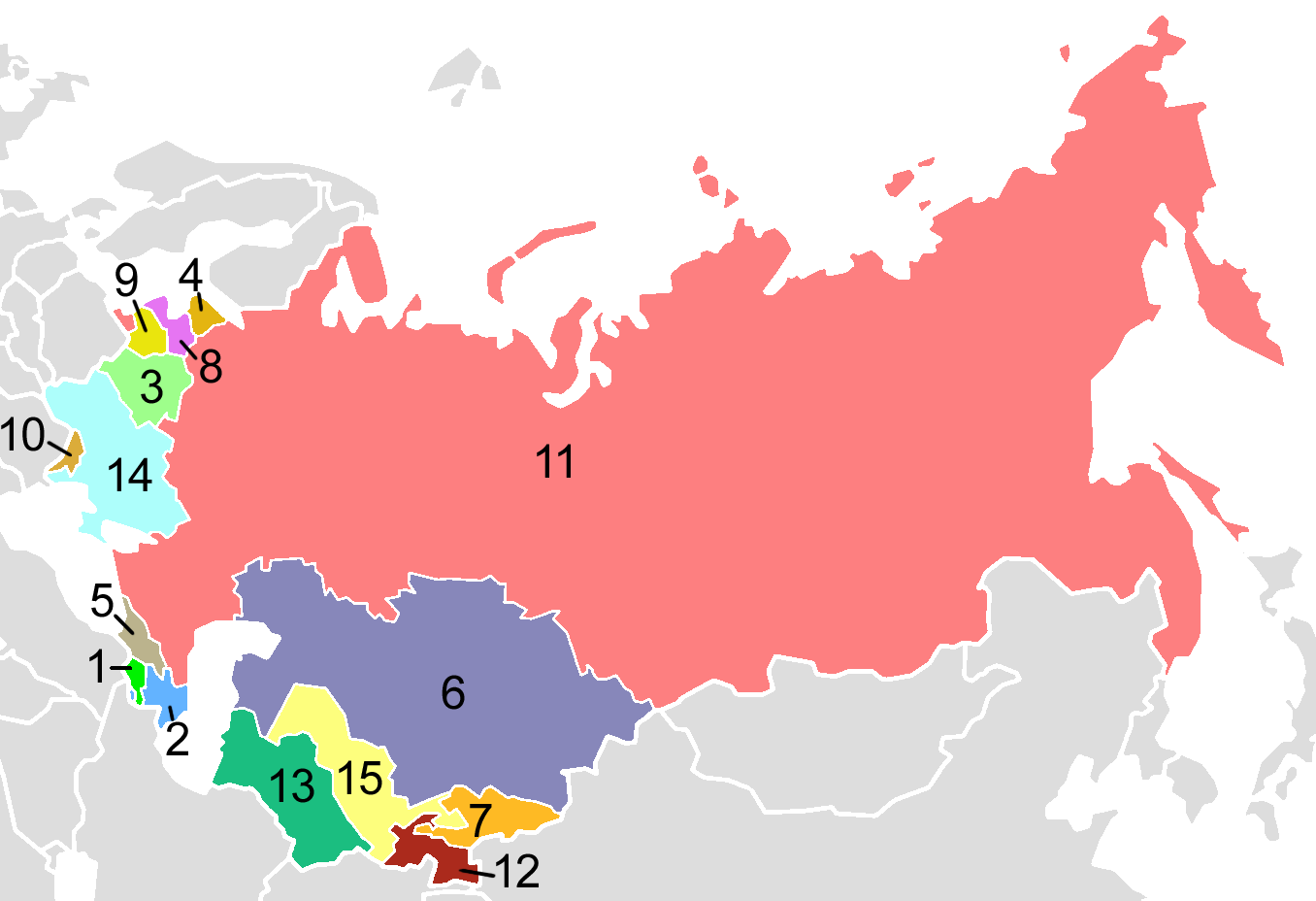
Các quốc gia từng thuộc Liên Xô theo thứ tự bảng chữ cái Latinh: #1 Armenia
1. 2 Azerbaijan
2. 3 Belarus
3. 4 Estonia
4. 5 Gruzia
5. 6 Kazakhstan
6. 7 Kyrgyzstan
7. 8 Latvia
8. 9 Litva
9. 10 Moldova
10. 11 Nga
11. 12 Tajikistan
12. 13 Turkmenistan
13. 14 Ukraina
14. 15 Uzbekistan

Liên Xô là một liên bang thành lập trên cơ sở các nước cộng hòa xã hội chủ nghĩa thành phần. Sau khi Liên Xô tan rã vào năm 1991, các nước này tách ra thành các quốc gia độc lập với chính phủ theo thể chế mới (cộng hòa, dân chủ,...).
Thứ tự của các nước cộng hòa lập thành Liên Xô được quy định trong điều 71, chương 8 của Hiến pháp Liên bang Cộng hòa xã hội chủ nghĩa Xô viết. Về đại thể, thứ tự này cũng tương ứng với dân số của các nước cộng hòa khi các nước này được thành lập.
1. Liên bang Nga
2. Ukraine
3. Cộng hòa Uzbekistan
4. Cộng hòa Kazakhstan
5. Cộng hòa Azerbaijan
6. Cộng hòa Belarus
7. Cộng hòa Tajikistan
8. Cộng hòa Moldova
9. Cộng hòa Kyrgyzstan
10. Cộng hòa Turkmenistan
11. Gruzia
12. Cộng hòa Armenia
13. Cộng hòa Litva
14. Cộng hòa Latvia
15. Cộng hòa Estonia

Ngoài ra còn có các quốc gia độc lập trên thực tế:  Cộng hòa Abkhazia, Cộng hòa Nam Ossetia - Nhà nước Alania và Transnistria - Cộng hòa Moldova Pridnestrovia.

## Xếp hạng theo diện tích
| Thứ tự | Thứ tự | Nước cộng hòa    | Diện tích (km²) | %     |
| ------ | ------ | ---------------- | --------------- | ----- |
| 1      | 1      | Liên bang Nga    | 17.075.200      | 76,62 |
| 2      | 9      | Kazakhstan       | 2.727.300       | 12,24 |
| 3      | 44     | Ukraina          | 603.700         | 2,71  |
| 4      | 52     | Turmenistan      | 488.100         | 2,19  |
| 5      | 56     | Uzbekistan       | 447.400         | 2,01  |
| 6      | 84     | Belarus          | 207.600         | 0,93  |
| 7      | 85     | Kyrgyzstan       | 198.500         | 0,89  |
| -      | -      | Karelia-Phần Lan | 172.400         | 0,77  |
| 8      | 93     | Tajikistan       | 143.100         | 0,64  |
| 9      | 112    | Azerbaijan       | 86.600          | 0,39  |
| 10     | 119    | Gruzia           | 69.700          | 0,31  |
| 11     | 121    | Litva            | 65.200          | 0,29  |
| 12     | 122    | Latvia           | 64.589          | 0,29  |
| 13     | 130    | Estonia          | 45.226          | 0,20  |
| 14     | 135    | Moldova          | 33.843          | 0,15  |
| 15     | 138    | Armenia          | 29.800          | 0,13  |

## Xếp hạng theo dân số
Bảng xếp hạng sau dựa theo số liệu năm 2020
| Thứ tự | Nước cộng hòa |             |
| ------ | ------------- | ----------- |
| 1      | Nga           | 145.920.352 |
| 2      | Ukraine       | 43.566.142  |
| 3      | Uzbekistan    | 34.304.180  |
| 4      | Kazakhstan    | 19.168.758  |
| 5      | Azerbaijan    | 10.192.021  |
| 6      | Tajikistan    | 9.670.757   |
| 7      | Belarus       | 9.445.269   |
| 8      | Kyrgyzstan    | 6.710.586   |
| 9      | Turkmenistan  | 6.185.659   |
| 10     | Moldova       | 4.027.723   |
| 11     | Gruzia        | 3.970.271   |
| 12     | Armenia       | 2.966.307   |
| 13     | Litva         | 2.701.903   |
| 14     | Latvia        | 1.851.103   |
| 15     | Estonia       | 1.322.691   |

## Xếp hạng theo mật độ dân cư
| Thứ tự | Nước cộng hòa | Mật độ |
| ------ | ------------- | ------ |
| 1      | Moldova       | 128,2  |
| 2      | Armenia       | 110,3  |
| 3      | Ukraine       | 85,6   |
| 4      | Azerbaijan    | 81,3   |
| 5      | Gruzia        | 77,5   |
| 6      | Litva         | 56,6   |
| 7      | Belarus       | 48,9   |
| 8      | Uzbekistan    | 44,5   |
| 9      | Latvia        | 41,3   |
| 10     | Tajikistan    | 35,7   |
| 11     | Estonia       | 34,6   |
| 12     | Kyrgyzstan    | 21,4   |
| 13     | Nga           | 8,6    |
| 14     | Turkmenistan  | 7,2    |
| 15     | Kazakhstan    | 6,1    |

## Xếp hạng theo sức mua tương đương
| Xếp hạng CIS | Xếp hạng thế giới | Quốc gia     | 2005 GDP (PPP)triệu USD |
| —            | —                 | SNG          | 2.301.554               |
| 1            | 9                 | Nga          | 1.585.478               |
| 2            | 27                | Ukraine      | 339.676                 |
| 3            | 55                | Kazakhstan   | 123.992                 |
| 4            | 66                | Belarus      | 70.524                  |
| 5            | 76                | Uzbekistan   | 48.137                  |
| 6            | 86                | Turkmenistan | 39.458                  |
| 7            | 87                | Azerbaijan   | 37.841                  |
| 8            | 124               | Georgia      | 15.522                  |
| 9            | 130               | Armenia      | 15000                   |
| 10           | 135               | Kyrgyzstan   | 10.626                  |
| 11           | 141               | Tajikistan   | 8.711                   |
| 12           | 143               | Moldova      | 8.157                   |

## Xếp hạng theo thu nhập bình quân đầu người

### Sức mua tương đương (PPP)
Xếp hạng dưới đây dựa theo số liệu năm 2021 của Quỹ Tiền tệ Quốc tế (IMF).
| Thứ tự | Thứ tự | Nước cộng hòa | Thu nhập bình quân đầu người |
| ------ | ------ | ------------- | ---------------------------- |
| 1      | 52     | Litva         | 40.784                       |
| 2      | 53     | Estonia       | 39.729                       |
| 3      | 65     | Latvia        | 33.394                       |
| 4      | 74     | Russia        | 29.485                       |
| 5      | 76     | Kazakhstan    | 27.560                       |
| 6      | 89     | Belarus       | 20.578                       |
| 7      | 105    | Turkmenistan  | 20.416                       |
| 8      | 110    | Gruzia        | 15.709                       |
| 9      | 113    | Azerbaijan    | 14.856                       |
| 10     | 117    | Armenia       | 13.638                       |
| 11     | 119    | Ukraine       | 13.943                       |
| 12     | 120    | Moldova       | 13.879                       |
| 13     | 151    | Uzbekistan    | 9.530                        |
| 14     | 173    | Kyrgyzstan    | 6.323                        |
| 15     | 153    | Tajikistan    | 3.957                        |

So sánh với một số nước Đông Âu từng là thành viên của Khối Warszawa.
| Thứ tự | Nước cộng hòa         | Thu nhập bình quân đầu người |
| ------ | --------------------- | ---------------------------- |
| 45     | Cộng hoà Séc          | 42.956                       |
| 50     | Slovenia              | 40.820                       |
| 61     | Ba Lan                | 35.957                       |
| 63     | Hungary               | 35.088                       |
| 64     | Slovakia              | 34.815                       |
| 66     | România               | 32.950                       |
| 71     | Croatia               | 29.777                       |
| 81     | Bulgaria              | 25.471                       |
| 87     | Serbia                | 21.355                       |
| 92     | Montenegro            | 20.545                       |
| 101    | Bắc Macedonia         | 17.663                       |
| 108    | Bosnia và Herzegovina | 15.935                       |
| 115    | Albania               | 15.225                       |

## Chỉ số Phát triển Con người (HDI)
Các quốc gia hậu Xô Viết được liệt kê theo Chỉ số Phát triển Con người trong năm 2021.
| Thứ tự | Thứ tự | Nước cộng hòa | Chỉ số HDI |
| ------ | ------ | ------------- | ---------- |
| 1      | 31     | Estonia       | 0.890      |
| 2      | 35     | Litva         | 0.875      |
| 3      | 39     | Latvia        | 0.863      |
| 4      | 52     | Nga           | 0.822      |
| 5      | 56     | Kazakhstan    | 0.811      |
| 6      | 60     | Belarus       | 0.808      |
| 7      | 63     | Gruzia        | 0.802      |
| 8      | 77     | Ukraine       | 0.773      |
| 9      | 81     | Moldova       | 0.767      |
| 10     | 85     | Armenia       | 0.759      |
| 11     | 92     | Azerbaijan    | 0.745      |
| 12     | 94     | Turkmenistan  | 0.745      |
| 13     | 101    | Uzbekistan    | 0.727      |
| 14     | 119    | Kyrgystan     | 0.692      |
| 15     | 122    | Tajikistan    | 0.685      |

## Chỉ số Dân chủ
| Thứ tự | Thứ tự | Nước cộng hòa | Chỉ số dân chủ |
| ------ | ------ | ------------- | -------------- |
| 1      | 27     | Estonia       | 7.84           |
| 2      | 38     | Latvia        | 7.38           |
| 3      | 40     | Litva         | 7.11           |
| 4      | 69     | Moldova       | 6.10           |
| 5      | 86     | Ukraine       | 5.57           |
| 6      | 89     | Armenia       | 5.49           |
| 7      | 91     | Gruzia        | 5.12           |
| 8      | 115    | Kyrgyzstan    | 3.62           |
| 9      | 124    | Nga           | 3.24           |
| 10     | 128    | Kazakhstan    | 3.08           |
| 11     | 141    | Azerbaijan    | 2.68           |
| 12     | 146    | Belarus       | 2.61           |
| 13     | 150    | Uzbekistan    | 2.12           |
| 14     | 157    | Tajikistan    | 1.94           |
| 15     | 161    | Turkmenistan  | 1.66           |